# Günter Lamprecht
Pour les articles homonymes, voir Lamprecht.
Günter Hans Lamprecht, né le 21 janvier 1930 à Berlin et mort le 4 octobre 2022 à Bad Godesberg, est un acteur allemand. Il est célèbre pour avoir incarné Franz Biberkopf dans la série Berlin Alexanderplatz de Rainer Werner Fassbinder en 1980.

## Filmographie partielle
- 1957 : Besuch im Ruhrgebiet
- 1960 : Die Brücke des Schicksals
- 1964 : Hafenpolizei – Quarantäne

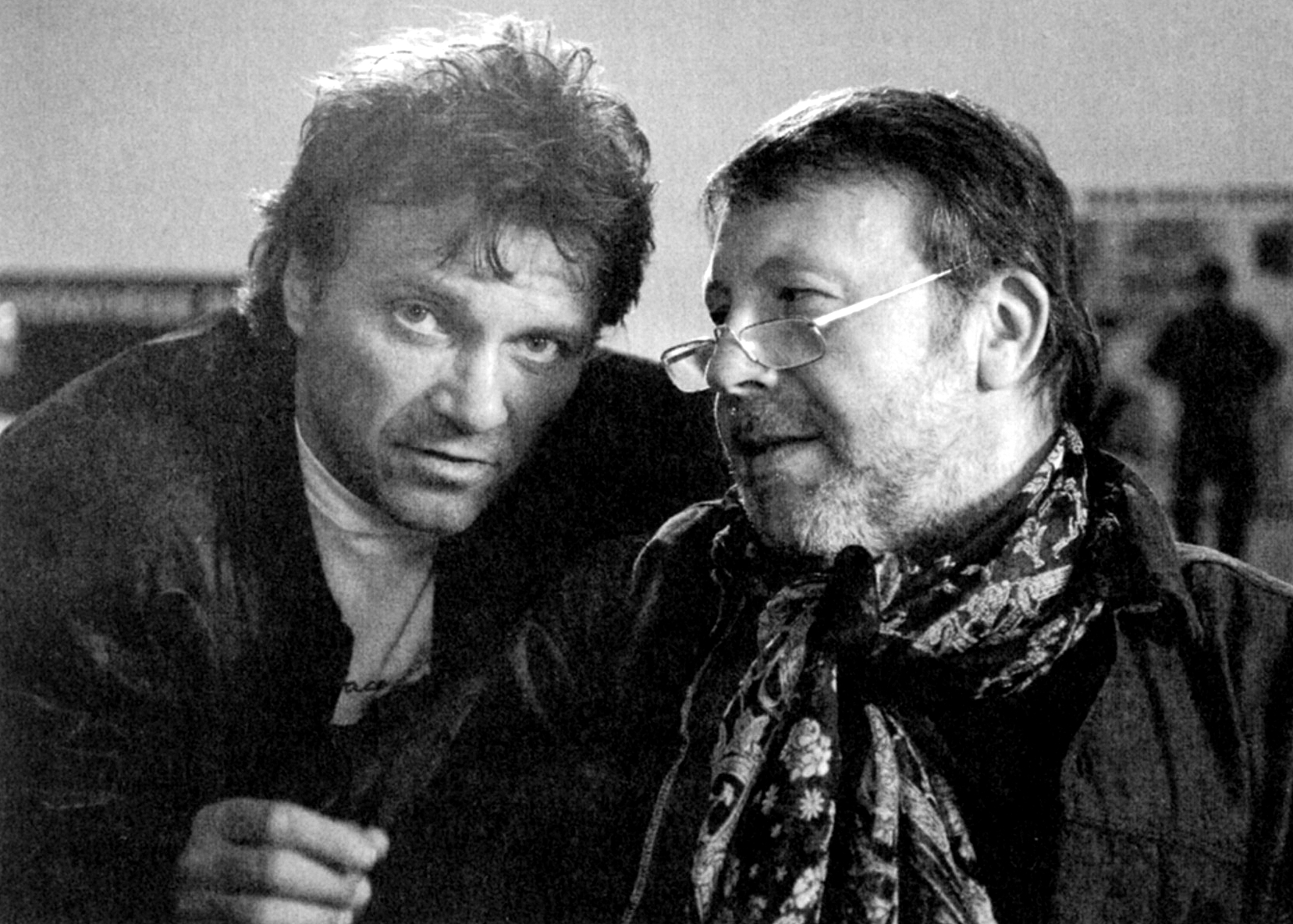
Günter Lamprecht (à droite) et Wolfram Berger dans Der Tod zu Basel d'Urs Odermatt, 1990.

- 1966 : Melissa – Durbridge-Mehrteiler
- 1967 : Das Kriminalmuseum – Das Amulett
- 1968 : Der Meisterboxer (récompense du Millowitsch-Theater)
- 1969 : Der Vetter Basilio (en 2 parties à la télévision)
- 1970 : Tatort – Taxi nach Leipzig
- 1972 : Privatdetektiv Frank Kross : Der Offenbarungseid
- 1973 : Tatort – Kressin und die zwei Damen aus Jade
- 1973 : Le Monde sur le fil (Welt am Draht)
- 1974 : Martha
- 1975 : Das Messer im Rücken
- 1975 : Tatort – Kurzschluss
- 1975 : Stellenweise Glatteis
- 1976 : Der Stumme
- 1976 : Le Pain du boulanger (de) (Das Brot des Bäckers)
- 1976 : Die Ilse ist weg
- 1976 : Weder Tag noch Stunde
- 1976 : Gesucht wird...- Paul Leppla (Série TV)
- 1977 : Rückfälle
- 1977 : Tatort: Flieder für Jaczek
- 1978 : Le Mariage de Maria Braun (Die Ehe der Maria Braun)
- 1979 : Die Schattengrenze
- 1979 : Die große Flatter
- 1979 : Das gefrorene Herz
- 1979 : Fabian
- 1980 : Berlin Alexanderplatz
- 1981 : Das Boot
- 1981 : Tatort: Schattenboxen
- 1981 : Das Traumschiff - Barbados
- 1982 : Tatort: Das Mädchen auf der Treppe
- 1982 : Flüchtige Bekanntschaften
- 1982 : Die Komplizen
- 1982 : Milo Barus, der stärkste Mann der Welt
- 1983 : La Traque (Wedle wyroków twoich...)
- 1983 : Is was, Kanzler?
- 1984 : Le Renard (Der Alte) – Brennweite 1000 (Série TV)
- 1985 : Liebe ist kein Argument
- 1985 : Liebfrauen
- 1986 : Rouge Baiser
- 1986 : Roncalli (série en 6 parties)
- 1986 : Le Renard (Der Alte) : Wolfgang Molten ("Mort d'un gigolo" / Gigolo ist tot)
- 1987 : Gegen die Regel
- 1987 : Christian Rother – Bankier für Preußen (série en 7 parties)
- 1989 : Dort oben im Wald bei diesen Leuten
- 1989 : Die Männer vom K3 – Augen zu und durch
- 1990 : Der Tod zu Basel
- 1990 : Ron und Tanja (série en 6 parties)
- 1991 : Tatort: Tödliche Vergangenheit
- 1991 : Tatort: Tini
- 1991 : Tatort: Blutwurstwalzer
- 1992 : Herzsprung
- 1993 : Tatort: Berlin – beste Lage
- 1993 : Tatort: Tod einer alten Frau
- 1993 : Engel ohne Flügel
- 1994 : Angst
- 1994 : Tatort: Die Sache Baryschna
- 1994 : Tatort: Geschlossene Akten
- 1995 : Tatort: Endstation
- 1997 : Berlin – Moskau
- 1997 : Comedian Harmonists
- 1998 : Ein fast perfektes Alibi (auch: Glatteis)
- 1999 : Mein Freund Balou
- 1999 : Tatort – Drei Affen
- 2002 : La Nuit d'Epstein (Epsteins Nacht)
- 2005 : Josef und Maria
- 2007 : Der Fährmeister
- 2013 : Sein Kampf
- 2013 : Wir
- 2016 : Tatort: Taxi nach Leipzig
- 2017 : Babylon Berlin